# لو مانگ
لو مانگ (انگلیسی: Lo Mang؛ چینی: 羅莽؛ زادهٔ ۲۳ ژوئیهٔ ۱۹۵۲) رزمی‌کارِ باسابقه بازیگر اهل هنگ کنگ است.
از فیلم‌ها یا برنامه‌های تلویزیونی که وی در آن نقش داشته است، می‌توان به ایپ من ۲ و استاد بزرگ اشاره کرد.